# Ігнатов Костянтин-Вадим Миколайович
Ігнатов Костянтин-Вадим Миколайович (народився 2 лютого 1934 у м. Харків — 27 грудня 2016) — український художник, графік, ілюстратор. Член Національної Спілки художників України (1974).

## Біографія
Навчався у художній школі міста Києва під керіництвом Л. Григор’євої, В. Денисова, Б. Носова. Також навчався у Київському державному художньому інституті у викладача К. Заруби (закінчив у 1964 році). У радянський час талановитий художник мав репутацію непересічного ілюстратора та пропрацював у видавництві «Веселка» (1962–1990), де проілюстрував більше 100 книг, на котрих виросли покоління. Костянти-Вадим Ігнатов, художник, чию творчість дуже шанував Володимир Висоцький, мистецтвознавиця  Г. Заварова  та інші. 
Твори митця зберігаються у Національному художньому музеї України, Музеї сучасного мистецтва України (Київ), приватних колекціях в Україні, Росії, Великій Британії, США, Голландії, Франції, Німеччині, Канаді, Ізраїлю та інших країнах.

## Характеристика творчості
Малярство Ігнатова з елементами сюрреалістичного ґротеску, іронічного абсурду – продовження вітчизняного   андеграунду  1960-х рр., заперечення тотальностей у житті та мистецтвіві, послідовна й водночас артистична їх деміфологізація. У його графіці помітні стильові якості, які характерні для сюрреалізму, метафізичного живопису італійської школи, а також П. Пікассо, Х. Міро, Ф. Леже. Це говорить про єдність художника із передовими тенденціями мистецтва того часу. Цей художник — унікальне явище вітчизняної культури, який зміг випрацювати свій неповторний стиль і образ... Образ трохи смішної людини-механізма, людини-комбінації, людини-гвинтика, як живе і співчутливе протиставлення художника — тому нівелюючому все навкруги, і в основі своїй неправдивому, образу людини, котрий за наказом зверху сповідували тоді художні канони соцреалізму.

## Виставки
Москва, Росія (1977)
Москва, Росія (1992)
Аахен, Німеччина (1993)
Бостон, США (1994)
Нью Джерсі, США (1995)
Брюссель, Бельгія (1996)
Київ, Україна (1998)
Гарвард, США (2002)
Лос-Анжелес, США (2003)
Національний художній музей України, Київ (2004)
Постійно діюча виставка у галереї «Яна», Київ, Україна (2004-2014)
Групова виставка присвячена Дню Незалежності України, під патронатом посольства України в Австрії. Галерея «P-12», Відень, Австрія (2010)
Травень-липень у рамках українсько-польського проекту «Мистецтво об'єднує нас». Виставка графіки О. Денисенко, К. Калиновича и К.-В. Ігнатова «Україна зі сходу до заходу». Організатор галерея «Яна»; галерея «Blue-s», Варшава, Польща (2014)

## Відгуки
Мистецтвознавець  Я. В. Плохіх:

Искусство ХХ века состоит из многих течений и направлений, но были в этом веке и великие индивидуалисты, которые создавали свой особенный стиль.
К таким индивидуалистам можно отнести и Константина — Вадима Игнатова, который продолжает дело больших личностей, таких как Миро, Пикассо, Дали, Дюшана и других. При этом, осваивая наследие западных мастеров, он остается, действительно, оригинальным и неповторимым.
Приход мировой культуры в яство художника происходит абсолютно гармонично и естественно, не ущемляя его безграничной фантазии. Игнатов, не просто художник, а художник — режиссер; он  большой интеллектуал, оптимист, внимательный наблюдатель и постановщик, умеющий достаточно красноречиво вплетать в живописную плоть парадокс и абсурд жизни.
Фантазия его сюжетов совершенно не заангажирована социальными рамками и условностями. Он не боится критики, осуждения или непонимания. Он смел и дерзок в своих живописных высказываниях и определениях, не лишенных юмора, иронии, а иногда даже и сарказма.
Сегодня перед зрителями чаще предстают художественные произведения, которые нужно объяснять и растолковывать, и при этом, они не всегда рассчитаны на созерцание. Часто, толпы поклонников и современных коллекционеров восторгаются неряшливыми, с незатейливыми сюжетами работами современных художников, идя на поводу у моды и чужого мнения. При этом, в глубине души зритель чувствует, что не достает чего-то более глубокого и настоящего, понимая, что произведение не дотягивает до талантливого. У Игнатова же, мы имеем прекрасную возможность насладиться не доморощенным эпатажем, а очень смелым, оригинальным и виртуозным описанием круговорота жизни во всех её многообразных проявлениях.
Поэтому, да здравствуют Гении в искусстве, которые не дают обществу заржаветь и заплесневеть от рутины и тоски, бескультурья и заурядности, не дают замереть в экстазе пресыщения и самолюбования.
Сегодня, творчество Константина — Вадима Игнатова, проверено временем и отмечено ведущими критиками и историками искусства Украины, как уникальное в советском и постсоветском пространстве. Это искусствоведы Национальной академии изобразительного искусства и архитектуры г. Киев, Национального художественного музея Украины г. Киев, Киевского музея русского искусства и многие другие, работающие в ведущих арт. изданиях страны.

Російський письменник і журналіст М. Лєсков:

Неясность, о которой не без иронии пишет Валери, может смутить кого угодно, но не поэта. «Цель поэзии — поэзия». И в  этом смысле назначение живописи К.-В. Игнатова ясно вполне: оно в том, чтобы существовать, быть. Органическая бытийность — залог неисчерпаемости и убедительности той новой живописной реальности, которую мы обретаем, глядя на его холсты. Её не свести к миметической или декоративной задаче, интеллектуальной игре или мифотворчеству. Биография, сюжеты, влияния, пристрастия — всё это важно, но к магии живописи, к тому, что волнует и восхищает, пугает и отталкивает, имеет лишь косвенное отношение.
Смотреть и видеть: вот великий урок живописи. Может быть, не мешает время от времени его повторять?

Російський письменник і драматург Д. Хармс:

Современный зритель, любящий живопись, должен быть в известном смысле профессионалом, Имеется в виду отнюдь не знание истории искусства или перипетий художественного процесса (что, впрочем, не может считаться излишним), а правильная постановка глаза. Эмансипация искусства зашла так далеко, что и рядовому зрителю сегодня следует понимать то, что понимали ранее лишь знатоки: главнлые события живописи совершаются в самых тонких её слоях, там, где образ нераздельно слит с материей живописи. Мастерство — невесомо, прозрачно, неосязаемо, растворено в живописной поверхности, но только оно одно «делает картину».
Настоящий художник не жалеет времени для живописи. Игнатов работает много и постоянно. Он отлично знает, что невозможно «раз и навсегда» овладеть мастерством, этой удивительной способностью извлекать из бесчисленных возможностей чистого холста одно-единственное, необходимое в данном случае решение. Всякая новая работа возвращает художника в исходное состояние.
Нет ничего более чуждого ему, нежели размытая, рыхлая эстетика той современной живописи, которая программно культивирует дилетантизм: чем ниже профессиональный уровень тружеников кисти, тем многозначительней рассуждения о глубинах, где «искусство» и «неискусство» неразличимы. От холстов Игнатова слова отскакивают, как мячики. Его живопись самодостаточна. Высокий уровень живописной культуры позволяет ему выразить всё, что необходимо, языком живописи - определенно и четко. Как не согласиться с Ван Гогом: «Когда человек ясно выражает то, что хочет выразить, — разве этого, строго говоря, недостаточно?» Культура, в свою очередь, предполагает свободное владение ремеслом.
Любовь к ремеслу — к чистому холсту, запаху краски, к сосредоточенной, терпеливой работе — родовая мета художника. Только профессионал может вдохнуть жизнь в формулу Бюффона. «Стиль — это человек». Но человек, создавший свой образ мира.
«Лето. Письменный стол. Направо дверь. На стене картина. На картине нарисована лошадь, а в зубах у лошади цыган.»

Професор Національної академії образотворчого мистецтва та архітектури, мистецтвознавець Анна Заварова:

Вполне допускаю, что игнатовский образ мира внятен и близок далеко не всем. Поэзия абсурда, отстраненная иронией, ужесточенная гротеском, не может ни утешить, ни согреть. Это поэзия одинокого существования в перевернутом мире. Она лишена сентиментальной влаги, которую зритель склонен принимать за истинное чувство, нет в ней и тяжеловесной серьезности поучения или претензий на владение истиной. Оно жестка и правдива. Это привлекает немногих.
Парадоксальность — неотъемлемое свойство игнатовской мысли и стержневой элемент его поэтики. Сущность парадокса — в игровой динамике смещений и сдвигов: с насиженных мест срываются понятия и значения, перемешиваются и сталкиваются различные смысловые уровни. Слово это делает легко, но изображению не так просто обрести свободу смысловых трансформаций. Оно стабильнее по своей сути, подчинено объединяющей власти плоскости-пространства. Отпуская его на волю, порывая с «мнимым» его постоянством ради подлинного — постоянства перемен и превращений, художник освобождает изображение от силы земного тяготения. В созданном им игровом пространстве персонажи и предметы, цветовые пятна и линии ведут себя на редкость раскованно: парят, летят, бегут, пляшут, легко, на ходу обмениваясь смыслами и значениями. Обнажается извечная символическая природа изображения. Неуловимой становится грань между живым и неживым, разумным и иррациональным, реальным и фантастическим, поэтическим и брутальным. Любой элемент картины многозначен и обратим. Всё, в сущности, превращено в пластический троп — композиция, цвет, свет, линия, фактура, сюжет, и даже сам миф. Как метафоры воспринимаются и сквозные мотивы живописи Игнатова: Игра, Музыка, Город, Персонаж, Цветы ...
Но игровая стихия, пронизывающая эту метафизическую реальность, строго ограничена, замкнута в пределах холста, укрощена конструктивной логикой построения картины. Ибо картина продумана, построена, сделана.
Если непременно нужно ответить на вопрос — о чем это искусство? — скажу: о бессмысленности, неумолимой жестокости бытия. И его яркой, праздничной, легкой красоте. Но разве не об «этом» всё искусство?
Живопись XX века знает немало замечательных воплощений «другой реальности». Сильный и самобытный художник, Игнатов создал свою пластическую версию путешествия в невидимый мир, который живет в нас и вокруг нас.
Но особенно ценным мне представляется то, что художник сумел счастливо объединить в своей работе побуждения, идущие от жизни, его сердца и ума, с теми - наверное, самыми сильными — о которых хорошо сказал Пикассо: «Живопись сильнее меня. Мне приходится делать то, что она хочет…»

Мистецтвознавець та історик О.Сидор-Гібелинда:

Здесь каждое мыслимое и немыслимое существо пребывает в состоянии непрерывного вызова. Мифы дерзко выворачиваются наизнанку: Нарцисс оказывается угрюмым люмпеном, Иуда Искариот — запойным алкашом, обнявшим стебель фонаря, словно исподволь готовясь к своему «осинному» финалу. Да, кстати, картина так и называется: «Тренировка Иуды». А Пенелопа, а Вирсавия?..
Парадоксы в живописи Игнатова — на каждом шагу. Он досконально изучил их «веселую науку», постиг секрет «священного кукиша». Ведь за неизбежным взрывом хохота зритель, если он не откажется пораскинуть мозгами, совершает и неожиданное открытие: а почему бы и нет? По крайней мере, на уровне гипотезы. Вывод этот, впрочем, заглушается очередной эскападой, очередным фейерверком. Между прочим, автор и доподлинные фейерверки обожает, особенно в пейзажах Киева, которые у него (на нынешней выставке — в тетраптихе «Салюты») очень узнаваемы, несмотря на изысканную гротескность. А может, как раз благодаря ей. Парадокс потому и парадокс, что он чуточку кусюч и зол, как многие игнатовские персонажи.
Сюрреализм? С виду — очень даже. И не только из-за явных реминесценций Миро и Пикассо (но ни в коем случае — Дали: сей усатый выдумщик, облюбованный нашей образованщиной, несет прямую ответственность за расцвет живописной попсы на Андреевском спуске). Подлинный сюрреализм — стихия праздника, карнавала, даже, если угодно, цирка. Развлечения, Игнатову, превращающему футболистов в акробатов, по-видимому, не чуждого. Однако грезил сюрреализм о далеких небесах и высоким сном поверял недостойную явь, словно стыдясь этой самой яви, используя ее, как трамплин для фантазии. Что из этого вышло, слишком хорошо известно: эпатаж мутировал в претенциозность...
У Игнатова - все происходит с точностью до наоборот. Он знает цену терпкой, емкой детали, там и сям всплывающей на необозримом пространстве выпущенного на волю парадокса. Потому и подкрепляет внутреннюю достоверность своего нео-Иуды гроздьями окурков у фонарного столба, обклеенного к тому же мозаикой суетливых объявлений «куплю/продам». А лейтмотив полуобгорелой спички, похожей на фитиль усекновенной свечи? Если неизбежно стремиться к стилистическим определениям, то автор этих картин — скорее экспрессионист, чутко чующий почву под ногами. Однако и здесь Игнатов ускользает от словесного окольцевания, чураясь, за редкими исключениями (в «Дожде», например), фирменного экспрессионистического минора. Даже кошмары его неподдельно веселы, хотя и порождены, безусловно, «нашей Милой жизнью». Как там у другого классика? «Гвоздь в сапоге у меня кошмарней, чем фантазия у Гете». Так вот, игнатовский гвоздь, равно как и сапог, не спутаешь ни с чем иным...
Здесь уместно напомнить, что талантливый живописец еще в советское время приобрел репутацию незаурядного иллюстратора, около четверти века проработав в издательстве «Веселка», где оформлять ему приходилось порой и классиков (14 раз перерабатывал обложку для «Рая и ада» Мериме в 1959 году!), но чаще - научно-популярные книги для детей и юношества. В том числе и — потенциальный бестселлер для наших дней, как никто не догадался переиздать? — монографию о деньгах, а еще — исследования о свойствах глины и секретах минералов. Конечно, и здесь находилось место для озорства (так, не найдя раритетного портрета Беринга для «Ловцов микробов», художник заменил его... усатым ликом президента Пуанкаре - и прошло!), но чаще исходный материал требовал тщательной выверености изобразительных ингредиентов. Зато, в отличие от некоторых коллег, вовсю лепивших «книги- пудинги», Игнатов открыл для себя богатство «живых материй», медленно выстраивая из их прагматических структур свои удивительные парадоксы. Между прочим и сегодня его работы с блеском украшают обложки книг — например, «Феминизма» Соломии Павлычко.
Время, увы, другое. Теперь не редкость услышать в телеэфире глупую, но почти единодушную ересь: литература в переплетах кончилась, ей на смену пожаловал Интернет. Думаю, утверждающие это ни разу не держали в руках книг, оформленных Игнатовым. В противном случае они бы «закрыли варежку». Жаль, что книги эти, как говорится, стали библиографической редкостью. Но нет худа без добра: творческая выдумка художника мощно устремилась в живописное русло. И холсты на нынешней выставке в Национальном художественном музее — лишь малая толика того, что он создал в последние годы.